# 海豚體育會
海豚體育會（西班牙語：Delfín Sporting Club），一般稱「曼塔海豚」以别于其他以「海豚」为名的球會，是一家位於厄瓜多爾曼塔的足球會，於1989年在厄瓜乙中首次亮相，2016年起參加厄瓜甲，2019年奪得厄瓜多爾足球錦標賽冠軍。隊名「Delfín」取自西班牙語中的「海豚」，這也在隊徽中有所體現。